# Монтіселло (Юта)
Монтіселло (англ. Monticello) — місто (англ. city) в США, в окрузі Сан-Хуан штату Юта. Населення — 1824 особи (2020).

## Географія
Монтіселло розташоване за координатами 37°52′2″ пн. ш. 109°20′45″ зх. д. / 37.86722° пн. ш. 109.34583° зх. д. (37.867309, -109.345729).  За даними Бюро перепису населення США в 2010 році місто мало площу 11,58 км², уся площа — суходіл. В 2017 році площа становила 9,37 км², уся площа — суходіл.

### Клімат
Місто знаходиться у зоні, котра характеризується кліматом тропічних степів. Найтепліший місяць — липень із середньою температурою 20.2 °C (68.4 °F). Найхолодніший місяць — січень, із середньою температурою -4 °С (24.8 °F).
| Клімат Монтіселло       | Клімат Монтіселло | Клімат Монтіселло | Клімат Монтіселло | Клімат Монтіселло | Клімат Монтіселло | Клімат Монтіселло | Клімат Монтіселло | Клімат Монтіселло | Клімат Монтіселло | Клімат Монтіселло | Клімат Монтіселло | Клімат Монтіселло | Клімат Монтіселло |
| Показник                | Січ.              | Лют.              | Бер.              | Квіт.             | Трав.             | Черв.             | Лип.              | Серп.             | Вер.              | Жовт.             | Лист.             | Груд.             | Рік               |
| Абсолютний максимум, °C | 13,9              | 26,7              | 27,2              | 26,7              | 32,8              | 36,1              | 36,1              | 38,3              | 32,8              | 30                | 21,1              | 20,6              | 38,3              |
| Середній максимум, °C   | 1,9               | 4,3               | 8,8               | 14,4              | 19,7              | 25,6              | 28,7              | 27,2              | 23,1              | 16,9              | 8,7               | 3,1               | 15,2              |
| Середня температура, °C | −4                | −1,7              | 2,2               | 7                 | 11,6              | 16,7              | 20,2              | 19,2              | 15                | 9,2               | 2,1               | −2,8              | 7,9               |
| Середній мінімум, °C    | −9,9              | −7,7              | −4,4              | −0,6              | 3,6               | 7,9               | 11,8              | 11,1              | 6,8               | 1,4               | −4,6              | −8,8              | 0,6               |
| Абсолютний мінімум, °C  | −27,8             | −29,4             | −18,9             | −15,6             | −12,2             | −2,8              | 0,6               | −3,9              | −5,6              | −15               | −22,2             | −30               | −30               |
| Норма опадів, мм        | 36                | 30                | 30                | 24                | 23                | 16                | 38                | 49                | 38                | 43                | 27                | 31                | 385               |
| Днів з опадами          | 6                 | 6                 | 6                 | 5                 | 5                 | 3                 | 8                 | 8                 | 6                 | 6                 | 5                 | 5                 | 69                |
| Днів зі снігом          | 5,2               | 4,5               | 3,8               | 1,8               | 0,4               | 0                 | 0                 | 0                 | 0                 | 0,6               | 2,5               | 4,7               | 23,5              |
| ----------------------- | ----------------- | ----------------- | ----------------- | ----------------- | ----------------- | ----------------- | ----------------- | ----------------- | ----------------- | ----------------- | ----------------- | ----------------- | ----------------- |
| Джерело: Weatherbase    |                   |                   |                   |                   |                   |                   |                   |                   |                   |                   |                   |                   |                   |

## Демографія
Згідно з переписом 2010 року, у місті мешкали 1972 особи в 615 домогосподарствах у складі 482 родин. Густота населення становила 170 осіб/км².  Було 721 помешкання (62/км²).
Расовий склад населення:
| - 84,9 % — білих - 6,4 % — корінних американців - 0,7 % — азіатів - 0,4 % — чорних або афроамериканців - 4,6 % — осіб інших рас |

До двох чи більше рас належало 3,0 %. Частка іспаномовних становила 13,4 % від усіх жителів.
За віковим діапазоном населення розподілялося таким чином: 33,8 % — особи молодші 18 років, 52,5 % — особи у віці 18—64 років, 13,7 % — особи у віці 65 років та старші. Медіана віку мешканця становила 32,2 року. На 100 осіб жіночої статі у місті припадало 111,1 чоловіків;  на 100 жінок у віці від 18 років та старших — 107,6 чоловіків також старших 18 років.
Середній дохід на одне домашнє господарство  становив 56 188 доларів США (медіана — 49 803), а середній дохід на одну сім'ю — 61 548 доларів (медіана — 57 059). Медіана доходів становила 47 283 долари для чоловіків та 26 930 доларів для жінок. За межею бідності перебувало 13,5 % осіб, у тому числі 17,9 % дітей у віці до 18 років та 1,9 % осіб у віці 65 років та старших.
Цивільне працевлаштоване населення становило 862 особи. Основні галузі зайнятості: освіта, охорона здоров'я та соціальна допомога — 24,2 %, мистецтво, розваги та відпочинок — 18,9 %, публічна адміністрація — 11,4 %, роздрібна торгівля — 10,8 %.